# اوا ماکوماسکا
اِوا ماکوماسکا (لهستانی: Ewa Makomaska؛ زادهٔ ۱۹۷۱) بازیگر اهل لهستان است. وی دانش‌آموختۀ مدرسه ملی فیلم ووچ است.
از فیلم‌ها یا مجموعه‌های تلویزیونی که وی در آن‌ها نقش داشته است، می‌توان به قانون حقیقی، ع چون عشق و در خیابان سپولنی اشاره نمود.